# Romas Kalanta
Romas Kalanta (Alytus, 22 februari 1953 - Kaunas, 14 mei 1972) was een Litouwse scholier en activist die protesteerde tegen het regime van de Sovjet-Unie in de Litouwse Socialistische Sovjetrepubliek. Kalanta bracht zichzelf om het leven door middel van een publieke zelfverbranding. Zijn protestactie leidde tot een kort durende opstand en onrust in Kaunas.